# Marco Valerio Levino
Marco Valerio Levino (in latino Marcus Valerius Laevinus; 260 a.C. circa – 200 a.C.) è stato un politico e generale romano della Repubblica durante la seconda guerra punica, governatore della Sicilia.

## Biografia
Levino era probabilmente il nipote di Publio Valerio Levino, console nel 280 a.C.. Fu eletto una prima volta console nel 220 a.C. e una seconda nel 210 a.C..

### InApulia(215-214 a.C.)

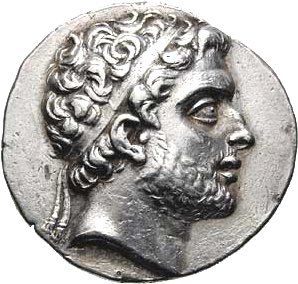
Filippo V di Macedonia

Nel 215 a.C., l'anno successivo alla cocente sconfitta romana nella battaglia di Canne per mano di Annibale, era praetor peregrinorum (si occupava, cioè, degli affari riguardanti gli stranieri presenti a Roma); ma, in quel periodo di grande crisi per la Repubblica, tutti i magistrati civili ricevettero comandi militari, e Levino ricevette delle legioni appena tornate dalla Sicilia e una flotta di venticinque vascelli con le quali controllare l'Apulia e la costa tra Brindisi e Taranto.
Mentre era accampato nei pressi di Luceria, gli uomini di avanguardia gli portarono degli ambasciatori di Filippo V di Macedonia; l'ambasciata era indirizzata ad Annibale, ma il capo della delegazione macedone, Senofane, ingannò Levino sullo scopo della missione, sostenendo volesse recarsi presso il senato romano per stringere amicizia e alleanza col popolo romano. Convinse Valerio, non solo a fornirgli delle guide e una scorta per recarsi a Roma, ma anche ad informarlo sui luoghi e sui passaggi occupati dai Romani e dai Cartaginesi. Durante l'autunno di quello stesso anno, riprese Vescellium e altri due villaggi fortificati degli Irpini che si erano ribellate e passate dalla parte di Annibale dopo la sconfitta romana a Canne. Dopo aver lasciato le necessarie guarnigioni romane a Taranto e a Reggio, Levino si acquartierò per l'inverno in Apulia con una legione. Il console Tiberio Sempronio Gracco, avendo condotto le sue legioni da Cuma a Luceria, inviò Marco Valerio Levino a Brundisium con l'esercito che aveva con sé in precedenza a Luceria, incaricandolo di difendere le coste dell'agro salentino e sorvegliare i movimenti di Filippo V di Macedonia in vista di una possibile guerra con la Macedonia.

### Prima guerra macedonica (214-210 a.C.)

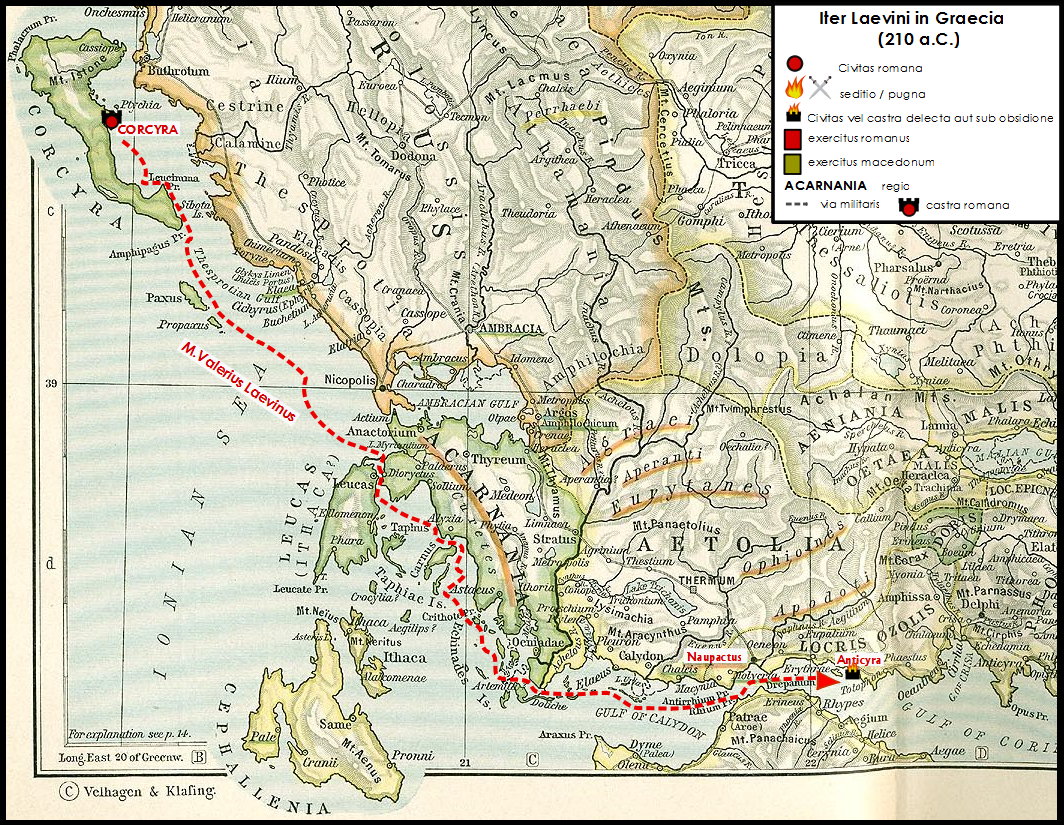
Campagna di Levino in Grecia nel 210 a.C.

Alcuni inviati di Oricum, in Epiro, giunsero ai suoi quartieri d'inverno per informarlo della conquista macedone della città da parte di Filippo e del pericolo imminente alla quale era sottoposta Apollonia. Levino attraversò immediatamente l'Adriatico, riconquistò Oricum e inviò ad Apollonia un distaccamento al comando di Quinto Nevio Crista col quale ruppe l'assedio della città, conquistando il campo di Filippo, che fu così costretto a riparare in Macedonia. Concluse anche un accordo con la Lega etolica.
La propretura di Levino fu prorogata per quattro volte, dal 214 al 211 a.C.: nel 214 si acquartierò ad Oricum, poi dal 213 al 211 controllò con la flotta romana di cinquanta navi, i movimenti di Filippo in Etolia ed Acaia. Agli inizi 211 a.C., a Marco Valerio fu destinata nuovamente la difesa dei litorali di Grecia con 50 navi ed una legione.
Mentre era ancora lontano da Roma, durante i comizi della fine del 211 a.C. fu eletto console per la seconda volta, senza nemmeno candidarsi, assieme al collega Marco Claudio Marcello: a giovargli fu proprio il servizio prestato nella guerra macedonica. Nel corso di quell'anno di guerra (211 a.C.) riuscì a cacciare i Macedoni dall'isola di Zacinto, da Eniade e Nasus in Acarnania. Dopo aver svernato a Corcira, nella primavera dell'anno successivo (210 a.C.), prese Antikyra che lasciò agli Etoli. Secondo i patti il bottino di guerra andò però ai Romani. Fu proprio durante questo assedio che a Levino venne consegnata una lettera in cui gli si annunciava di essere stato fatto console e che stava per arrivare il suo successore Publio Sulpicio. Sappiamo che Levino, impedito da una lunga malattia, giunse a Roma più tardi di quanto tutti prevedessero.
Alla sua permanenza a Corcira viene ascritta, quale triumvir monetalis, una serie di monete composta da un vittoriato e da un quinario.

### Ritorno a Roma (210 a.C.)
A causa di una malattia, Levino non poté tornare a Roma fino all'inizio dell'estate. Sbarcato in Italia, passò da Capua, dove ricevette una gran folla di Campani che, in mezzo alle lacrime, lo scongiurava di permettere loro di raggiungere Roma a pregare i senatori, affinché non li conducessero all'estrema rovina a causa del proconsole Quinto Fulvio Flacco. Flacco dichiarò di non aver alcun odio personale contro i Campani. Egli semplicemente provava verso di loro quell'ostilità che derivava dal fatto di sapere che i Campani erano carichi dello stesso odio verso il popolo romano. Tito Livio afferma:
(Livio, XXVI, 27.12.)
Questo il motivo per cui Flacco li teneva chiusi tra le loro mura, per evitare che potessero vagare nelle campagne circostanti come bestie feroci, a massacrare chiunque incontrassero. Egli dichiarò a Levino che alcuni di loro si erano rifugiati da Annibale, mentre altri avevano incendiato il foro romano a Roma. Il console Levino, infatti, avrebbe trovato il Foro mezzo bruciato da alcuni Campani, denunciati e poi messi a morte dopo regolare processo davanti al senato. Flacco affermò di non ritenere sicuro, permettere ai Campani di entrare nelle mura di Roma, ma Levino, dopo che i Campani giurarono a Flacco che sarebbero ritornati a Capua cinque giorni dopo aver ricevuto la risposta del senato, ordinò che lo seguissero fino a Roma. Circondato da questa folla e contemporaneamente da quella dei Siciliani che, andati incontro a Levino, lo avevano seguito lamentandosi similmente del console Marco Claudio Marcello, sembrò quasi che Levino si dolesse dello sterminio di due famosissime città, guidando a Roma, come accusatori, quelli che erano stati vinti in battaglia da due illustri generali come Flacco e Marcello.
Entrò quindi a Roma accompagnato non solo dai rappresentanti di Capua e Siracusa, ma anche con molti della Lega etolica. Il neoeletto console espose davanti al senato quale fosse la situazione in Macedonia, Grecia, Etolia, Acarnania e nella Locride e quali fossero state le sue imprese per terra e per mare. Aggiunse che il re Filippo, quando portò guerra agli Etoli, venne ricacciato indietro in Macedonia, rifugiandosi fin nelle regioni più interne del regno. Sarebbe stato così possibile richiamare da quell'area una legione, poiché bastava la flotta a tenere il re lontano dall'Italia.

### Tra Sicilia e Africa (210-207 a.C.)

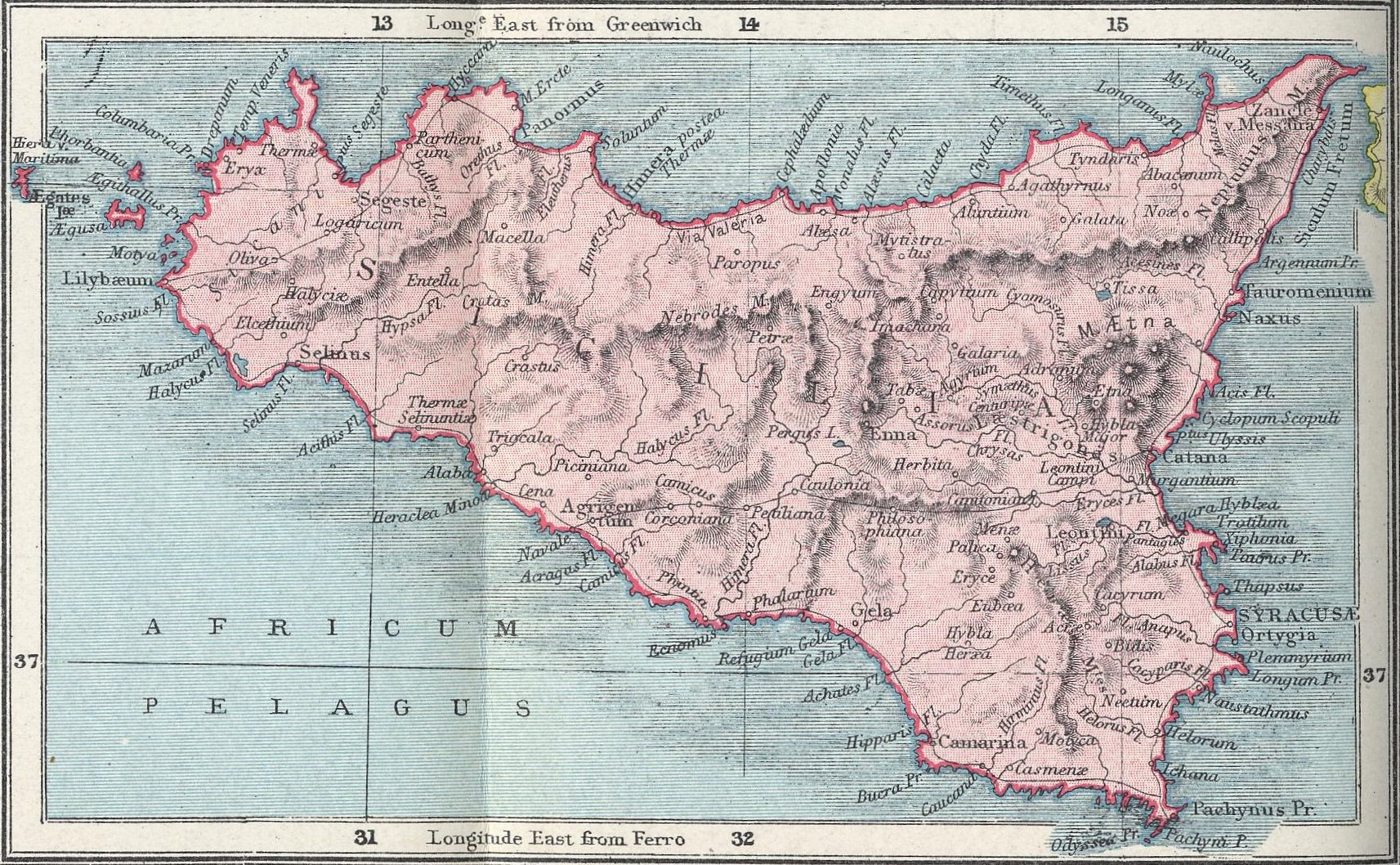
Geografia della Sicilia romana

Dopo aver fatto rapporto al Senato romano dei suoi tre anni di guerra contro il regno di Macedonia, nel sorteggio delle province, ricevette l'Italia con l'incarico di condurre la guerra contro Annibale, ma fece scambio col collega Marcello, ottenendo alla fine la Sicilia, in quanto i Siracusani si erano lamentati della nomina di Marcello a governatore dell'isola. A Levino toccò poi il compito di congedare l'esercito che era stato comandato da Marco Cornelio Cetego.
La Repubblica aveva bisogno di fondi per rifornire la flotta, ma un editto in tal senso aveva preoccupato il popolo romano e gli alleati italici, già oppressi da una forte tassazione per finanziare la guerra in Italia; Levino propose allora che tutti coloro che avevano ricoperto magistrature curuli e tutti i membri del Senato portassero volontariamente al tesoro tutto il loro oro, argento e bronzo, sia coniato che in lingotti, ad eccezione di quanto necessario per i sacrifici di famiglia, per gli anelli degli equites, per le bulle dei ragazzi o per alcuni ornamenti femminili. La proposta fu accolta per acclamazione e messa in pratica, calmando il malcontento del popolo e permettendo a Levino di partire per la Sicilia.
Giunta ormai l'estate del 210 a.C., era ormai prossimo il periodo per tenere i comizi per l'elezione dei consoli. Al console Marco Claudio Marcello spettava il compito di indire le nuove elezione, in qualità di console anziano, ma egli con una lettera aveva risposto al Senato che lo richiamava, ritenendo che fosse dannoso alla repubblica allontanarsi da Annibale, ora che gli era appresso e lo incalzava costantemente, mentre il Cartaginese si ritraeva e rifiutava la battaglia. Il Senato, una volta ricevuta la missiva, si trovò ad affrontare la questione in uno stato di perplessità ed incertezza, dovendo valutare se fosse meglio richiamare dalla guerra un console impegnato in un'impresa tanto difficile oppure se rinunciare ad avere dei nuovi consoli per l'anno 209 a.C.. Alla fine la miglior soluzione parve quella di richiamare dalla Sicilia il console Valerio Levino, anche se si trovava fuori dell'Italia. Il Senato ordinò al pretore urbano Lucio Manlio di inviare una lettera a Valerio, unitamente a quella inviata da Marcello al Senato, affinché lo stesso fosse informato sulle ragioni che avevano portato a richiamarlo dalla provincia al posto del collega più anziano.
Valerio Levino con dieci navi partì per Roma e vi arrivò felicemente, dopo aver affidato il governo della provincia ed il comando dell'esercito al pretore Lucio Cincio Alimento, oltre ad aver inviato il comandante della flotta, Marco Valerio Messalla, con una parte delle navi in Africa a spiare i preparativi dei Cartaginesi ed a predare quelle terre. Qualche tempo più tardi, una volta rientrato dalla campagna militare africana, Valerio Messalla fece un'inchiesta fra i prigionieri, venendo a conoscere tutta una serie di dati che si premurò di comunicare per iscritto al console Levino, affinché fosse informato sulla reale situazione in Africa. Prima di tutto a Cartagine si trovavano 5.000 Numidi con Massinissa, figlio di Gala e fierissimo giovane. Vi erano poi altri soldati mercenari arruolati in tutta l'Africa per essere condotti in Spagna agli ordini di Asdrubale, il quale avrebbe dovuto congiungersi col fratello Annibale in Italia, insieme ad un esercito imponente. A Cartagine riponevano in questo piano ogni speranza di vittoria.

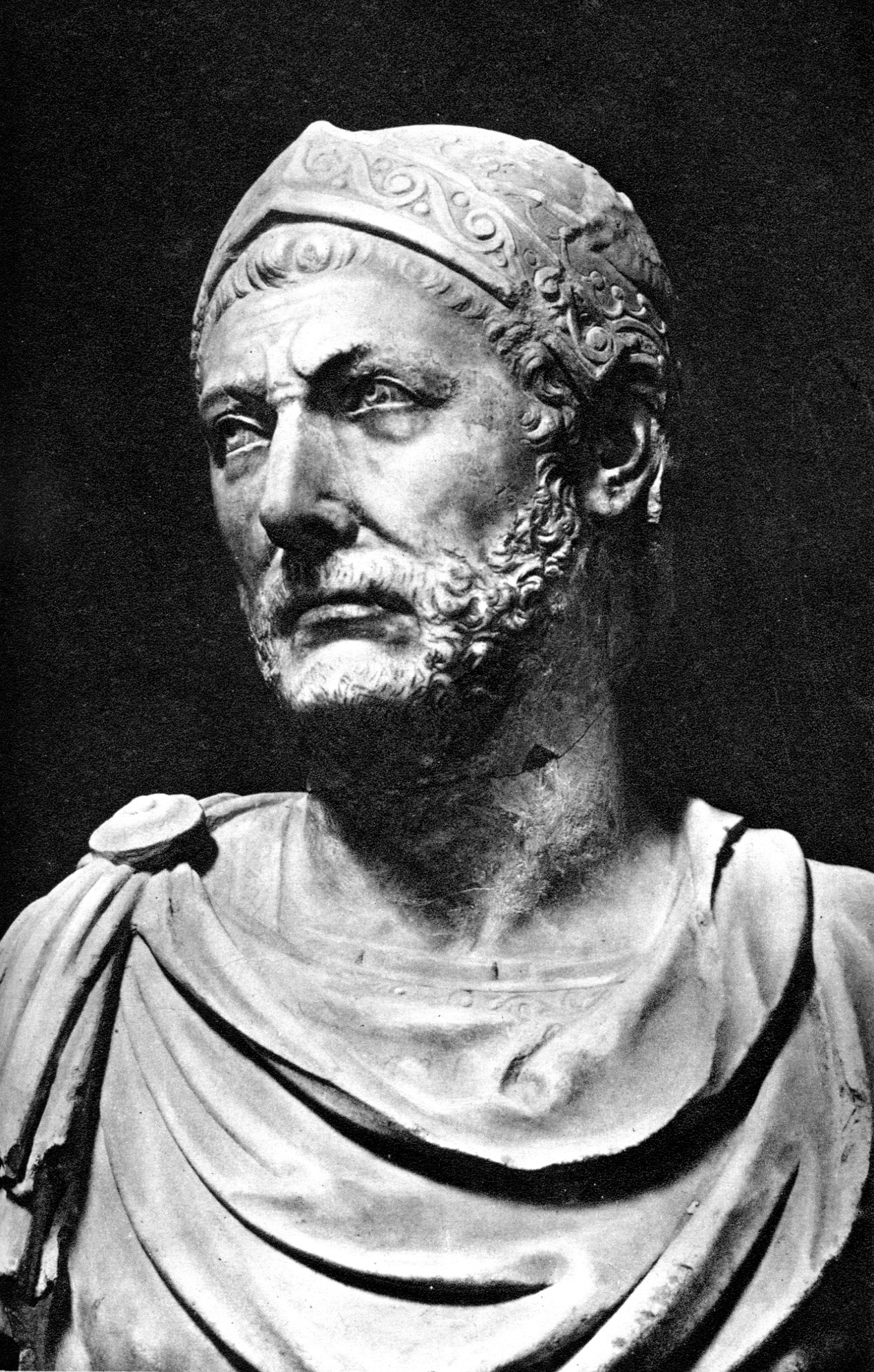
Busto di Annibale (Museo Archeologico Nazionale di Napoli), uno dei maggiori strateghi della storia antica

Frattanto Levino, che si trovava a Roma, convocò il Senato e lo informò di aver espulso definitivamente i Cartaginesi dall'isola e di aver domato l'intera isola, dove per quasi sessant'anni si era combattuto per terra e per mare e dove gli stessi Romani avevano subìto anche grandi sconfitte. Tutti quei Siciliani che erano fuggiti per timore della guerra, erano ormai ritornati nelle città ad arare e a seminare i loro campi, mentre la terra era tornata di nuovo produttiva, tanto da costituire un sicuro contributo per il vettovagliamento in pace e in guerra per le armate romane. Le porte di Agrigento gli erano state aperte da Muttine, un capo numida scontento dei Cartaginesi. Quest'ultimo fu allora introdotto in senato, insieme a tutti coloro che si erano dimostrati favorevoli ai Romani. A questi furono tributati onori secondo la promessa del console. Muttine divenne cittadino romano sulla base di un preciso disegno di legge di uno dei tribuni della plebe, sottoposto all'approvazione del popolo ed all'autorizzazione del Senato. Dalla relazione era emerso poi che ben sessantasei città, sei le conquistò per assalto, venti caddero per tradimento e quaranta gli si arresero volontariamente. Trovati, infine, ad Agathyrna una moltitudine composta da criminali, disertori e schiavi fuggiaschi, che costituiva una minaccia per la sicurezza pubblica, li inviò a Reggio, dove svolsero un ruolo utile alla Repubblica attuando incursioni nel Bruzio contro Annibale.
Frattanto giunse a Levino una lettera del prefetto Messalla che lo informava di aver saputo della costruzione di una grande flotta da parte dei Cartaginesi per tentare di riprendersi la Sicilia. Messalla era convinto che questa flotta sarebbe salpata a breve. Quando questa lettera venne letta dal console Levino in Senato, provocò una tale impressione davanti all'assemblea riunita, da deliberare all'istante che il console non dovesse attendere i comizi, ma che, non appena fosse stato nominato un dittatore per la loro convocazione, ritornasse immediatamente nella sua provincia. Su questo punto il Senato e Levino entrarono in conflitto. Levino, infatti, pur facendo il nome del prefetto della flotta siciliana, Valerio Messalla, come dittatore, insistette nel voler effettuare la scelta dopo il suo ritorno, dalla Sicilia. Questo era però in contrasto con la consuetudine che voleva che la nomina fosse fatta entro in confini dell'Italia.
Fu così che il tribuno della plebe Marco Lucrezio sollevò la questione in Senato, tanto che quest'ultimo deliberò che il console, prima di partire da Roma, chiedesse al popolo quale dittatore volesse scegliere, in quanto quello che il popolo avesse indicato, Levino sarebbe stato obbligato ad eleggere. Nel caso poi il console non avesse accettato la proposta, sarebbe stato il pretore ad interpellare il popolo; se anche quest'ultimo non avesse consentito a farlo, allora i tribuni si sarebbero appellati direttamente al popolo. Levino, per nulla d'accordo con questa decisione, sosteneva che fosse di sua competenza la nomina del dittatore e che non spettasse né al pretore, né ai tribuni. Alla fine il popolo scelse come dittatore Quinto Fulvio che si trovava presso Capua.
Levino allora, il giorno stesso in cui si tenne l'assemblea della plebe, partì di nascosto di notte per la Sicilia. I senatori delusi per il comportamento del console, decisero di inviare una lettera a Claudio Marcello affinché venisse in soccorso della repubblica per eleggere come dittatore chi era stato scelto dal popolo. Alla fine Marcello creò dittatore Quinto Fulvio, il quale a sua volte, per delibera della plebe, nominò come magister equitum il pontefice massimo Publio Licinio Crasso.
Levino continuò a governare la Sicilia come proconsole per tutto il 209 a.C., insieme al propretore Lucio Cincio. Il suo esercito era composto dai resti delle legioni di Gaio Terenzio Varrone e Gneo Fulvio Centumalo Massimo, le quali, per le sconfitte riportate rispettivamente a Canne (216) e nella battaglia di Herdonia (212), erano state condannate a restare all'estero fino alla fine della guerra. Fu, inoltre, disposto dal Senato che venissero inviate trenta quinquererni a Taranto dalla Sicilia al console Quinto Fabio Massimo. Con l'altra parte della flotta, Valerio Levino poteva o condurre una campagna in Africa per depredare quei territori, oppure inviarvi, a sua discrezione i suoi luogotenenti, il propretore Lucio Cincio Alimento o Marco Valerio Messalla.
Fu così che il console Fabio Massimo ordinò al figlio, Quinto Massimo, di recuperare i resti dell'esercito di Fulvio Centumalo, circa 4.334 soldati, e di condurli al proconsole Marco Valerio, ricevendo in cambio da questi due legioni e trenta quiqueremi. Queste legioni, una volta condotte via dall'isola, non diminuirono in realtà il potenziale militare della provincia siciliana. Di fatto oltre alle due vecchie legioni a pieni ranghi, Levino poté disporre di una grande quantità di disertori Numidi, tra fanti e cavalieri. Erano, inoltre, stati reclutati anche delle forze indigene nell'isola, uomini che in passato avevano militato nell'esercito di Epicide o in quello dei Cartaginesi. Levino riuscì a mantenere con l'aggiunta di queste milizie straniere, almeno all'apparenza, le forze pari a due eserciti; comandò quindi a Lucio Cincio di difendere con uno di questi la parte dell'isola orientale, dove una volta sorgeva il regno di Gerone di Siracusa. Levino avrebbe invece presidiato con l'altro esercito la parte dell'isola ad Occidente. Anche la flotta di settanta navi fu spartita in modo da difendere l'intero litorale dell'isola.
Lo stesso Levino perlustrò la provincia con la cavalleria di Muttine, in modo da prendere nota delle terre coltivate e di quelle incolte, lodando o punendo i proprietari terrieri. E così grazie a questa particolare vigilanza, si ebbe una tale produzione di grano da inviare l'eccedenza a Roma e in parte a Catania, in modo da poter rifornire anche l'esercito che avrebbe dato l'assalto durante l'estate alla città di Taranto.
Nel 208 a.C., mentre era ancora proconsole, Levino attraversò il canale di Sicilia con cento navi e sbarcò in Africa, saccheggiando i dintorni di Clupea, sbaragliando una flotta punica e ritornando col bottino a Lilibeo; l'anno successivo (207 a.C.) ripeté l'azione con uguale successo, inviando i propri rifornitori intorno alle mura di Utica e respingendo uno squadrone nemico inviato a tagliargli la via del ritorno.

### Nuove importanti missioni (206-204 a.C.)
Nel 206 a.C. tornò in Italia con i propri contingenti e, all'arrivo di Magone in Liguria l'anno successivo (205 a.C.) fu inviato a presidiare Arretium in Etruria con due legioni cittadine.
Poco dopo fu inviato a Delfi e poi alla corte di Pergamo da Attalo I, assieme ad altri quattro ambasciatori; il loro compito fu quello di portare in Italia la Magna Mater. La "Pietra sacra" di Pessinunte che rappresentava appunto la Grande Madre, Cibele (Kybèle), che dava importantissimi oracoli. La frigia Pessinunte faceva parte del regno di Galazia: lì si reco un'ambasceria romana nel 204 a.C. inviata dal Senato dopo il consulto dei Libri Sibillini. Il risultato fu il trasferimento del presumibile meteorite a Roma e l'avvio dell'importante culto (anche se la sua piena adozione avvenne sotto l'imperatore Claudio), che aprì Roma ai riti orientali.

### Ultimi anni (204-200 a.C.)

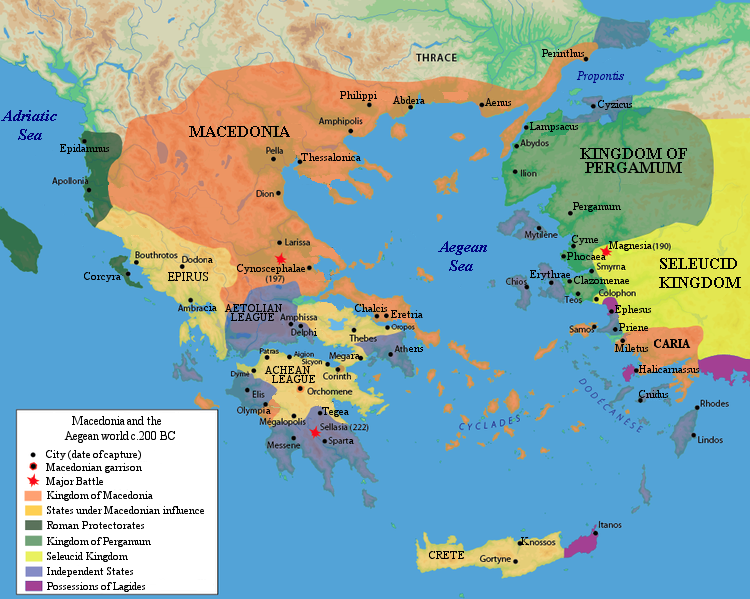
Situazione politica di Macedonia e mondo greco nel 200 a.C., alla vigilia della seconda guerra macedonica: in verde il Regno di Pergamo, in arancio il Regno di Macedonia, in giallo il regno dei Seleucidi.

Nel 204 a.C. sostenne in Senato il rimborso dei prestiti volontari al tesoro fatti durante il suo consolato, sei anni prima. Nel 203, nel dibattito sui termini del trattato da concedere a Cartagine, Levino sostenne la proposta di respingere senza ascoltarli gli ambasciatori e di continuare la guerra, consiglio che fu accettato: questa posizione lo identifica come un appartenente alla fazione guidata dagli Scipioni.
All'inizio della seconda guerra macedonica nel 201-200 a.C., Levino fu inviato ancora una volta in qualità di propretore, con una flotta e un esercito, in Grecia settentrionale. Il suo rapporto sulle preparazioni di Filippo diede un nuovo impulso agli sforzi della Repubblica.
Morì nel 200 a.C.; i figli Publio e Marco ne onorarono la memoria con giochi funebri e combattimenti gladiatorii, celebrati per quattro giorni consecutivi nel foro.